# Alexander Bergs
Alexander Thomas Bergs (ur. 30 marca 1974 w Mönchengladbach) – niemiecki językoznawca, anglista. Do jego zainteresowań badawczych należą: zmienność języka, konstrukcyjne podejścia do języka, rola kontekstu w języku, interfejs składniowo-pragmatyczny oraz poetyka kognitywna.

## Życiorys
W latach 1993–1999 studiował język angielski, język niemiecki, chemię, edukację oraz filozofię na Uniwersytecie Heinricha Heinego w Düsseldorfie. W okresie od 1996 do 1997 kształcił się w zakresie języka angielskiego, języka szkockiego oraz lingwistyki ogólnej na Uniwersytecie Edynburskim. W 1996 r. uzyskał magisterium na Uniwersytecie w Düsseldorfie. Podjął tamże studia podyplomowe, które ukończył doktoratem w 2002 r. Habilitował się w 2006 r.
Wykładał na uczelniach w Bonn, Düsseldorfie, Osnabrücku, Santiago de Compostela, Wisconsin-Milwaukee, Katanii i Salonikach. Obecnie jest zatrudniony na Uniwersytecie w Osnabrücku. W swoim dorobku ma szereg książek lingwistycznych (autorskich bądź objętych redakcją) oraz ponad pięćdziesiąt artykułów w czasopismach naukowych i wydawnictwach zbiorowych.

## Wybrana twórczość
- Understanding Language Change
- English Historical Linguistics (dwa tomy)